# Rhiscosomides josephi
Rhiscosomides josephi är en mångfotingart som beskrevs av Chamberlin 1941. Rhiscosomides josephi ingår i släktet Rhiscosomides och familjen Rhiscosomididae. Inga underarter finns listade i Catalogue of Life.